# Maestà (Simone Martini)
O Maestà é um grande afresco (7,63 x 9,7 m) de Simone Martini. Ocupa toda a parede norte da Sala del Mappamondo (ou Sala del Consiglio) no Palazzo Pubblico em Siena. Foi criado de 1312 a 1315 e é considerado uma das obras-primas do artista e um dos exemplos mais importantes da arte italiana do século XIV.

## Temática
A pintura tem o tema cristão tradicional da Virgem Maria e o Menino Jesus sentado em seu colo em um trono com santos, anjos, ou ambos cercando-os por todos os lados. Essa representação particular da Virgem, entronizada e cercada por uma companhia semelhante à corte, é chamada de Maestà, uma representação popular na época.
As pinturas que retratam a Maestà entraram no repertório artístico dominante, especialmente em Roma, no final do século XII e início do século XIII, com uma ênfase crescente na veneração da Virgem Maria. A Maestà foi muitas vezes executada em técnica de afresco diretamente em paredes rebocadas ou como pinturas em painéis de altar.
A Maestà é uma extensão do tema "Sede da Sabedoria" e Maria "Theotokos" (Maria, Mãe de Deus), que é uma contraparte ao ícone de Cristo em Majestade, o Cristo entronizado que é familiar nos mosaicos bizantinos Maria Regina (Maria Rainha) é um sinônimo na História da Arte para a icônica imagem de Maria entronizada com, ou sem, seu Filho